# Domenico Mazio
Domenico Mazio, auch Magzin genannt (* 17. Jahrhundert in Roveredo; † 18. Jahrhundert in Aldersbach ?), war ein Baumeister des Spätbarock in Niederbayern.

## Leben
Domenico war Sohn des Giovanni und dessen Ehefrau Giacomina Riva, Neffe des Architekten Antonio Riva. Als guter Architekt des Spätbarocks war er in Niederbayern tätig, zuerst in Passau und dann in Landau an der Isar und Umgebung, wo er verschiedene Kirchen entwarf und baute – meist durch Pilaster gegliedert und mit weiten, lichtdurchfluteten Innenräumen. Zu den Werken des auch unter dem Namen Magzin bekannten Mazio gehören die Glockentürme von Haidlfing (1698–1700) und Mettenhausen (1700), die Totenkapelle von Ganacker (1700–1703), die Wallfahrtskirche Maria Hilf in Vilsbiburg (zusammen mit Domenico Cristoforo Zuccalli, 1701–1704), die Pfarrkirchen in Landau an der Isar (1713), die als sein Meisterwerk gilt, und in Ettling (Wallersdorf) (1719–1720) sowie die Kirche Mariä Himmelfahrt in Frauentödling (1716–1726). Er arbeitete auch in der Umgebung von Reisbach (1712–1722) und in Aldersbach (1705–1734).